# Ноак, Ангелика
Ангелика Ноак (нем. Angelika Noack; род. 20 октября 1952, Ангермюнде) — немецкая гребчиха, выступавшая за сборную ГДР в период 1971—1982 годов. Чемпионка летних Олимпийских игр в Москве, обладательница серебряной медали Олимпиады в Монреале, четырёхкратная чемпионка мира, серебряная и бронзовая призёрка чемпионатов Европы, победительница многих регат национального и международного значения. Также известна как тренер по академической гребле.

## Биография
Ангелика Ноак родилась 20 октября 1952 года в городе Ангермюнде, ГДР. Проходила подготовку в Лейпциге в спортивном клубе DHfK.
Первого серьёзного успеха на международном уровне добилась в сезоне 1971 года, когда вошла в основной состав восточногерманской национальной сборной и побывала на чемпионате Европы в Копенгагене, откуда привезла награду бронзового достоинства, выигранную в зачёте распашных четвёрок с рулевой. Год спустя на домашнем европейском первенстве в Бранденбурге стала серебряной призёркой в той же дисциплине. Ещё через год на аналогичных соревнованиях в Москве вновь получила серебро.
В 1974 году в рулевых четвёрках одержала победу на чемпионате мира в Люцерне. В следующем сезоне на мировом первенстве в Ноттингеме была лучшей среди безрульных двоек.
Благодаря череде удачных выступлений удостоилась права защищать честь страны на летних Олимпийских играх 1976 года в Монреале — вместе с напарницей Сабине Дене завоевала в безрульных двойках серебряную медаль, уступив в финале только болгарскому экипажу.
После монреальской Олимпиады Ноак осталась в составе гребной команды ГДР и продолжила принимать участие в крупнейших международных регатах. Так, в 1977 году она победила в безрульных двойках на чемпионате мира в Амстердаме, тогда как в 1978 году выиграла золото в рулевых четвёрках на мировом первенстве в Карапиро.
В 1979 году в распашных четвёрках взяла серебро на чемпионате мира в Бледе.
Находясь в числе лидеров восточногерманской гребной сборной, благополучно прошла отбор на Олимпийские игры 1980 года в Москве — в составе команды, куда также вошли гребчихи Рамона Капхайм, Сильвия Фрёлих, Роми Зальфельд и Кирстен Венцель, заняла первое место в распашных рулевых четвёрках, завоевав тем самым золотую олимпийскую медаль.
Последний раз показала сколько-нибудь значимый результат на международной арене в сезоне 1982 года, когда в восьмёрках получила бронзу на чемпионате мира в Люцерне.
За выдающиеся спортивные достижения награждалась орденом «За заслуги перед Отечеством» в бронзе (1974, 1976) и серебре (1980).
Впоследствии работала детским тренером по академической гребле в своём родном клубе в Лейпциге.